# Duliajan Oil Town
Duliajan Oil Town là một thị trấn thống kê (census town) của quận Dibrugarh thuộc bang Assam, Ấn Độ.

## Nhân khẩu
Theo điều tra dân số năm 2001 của Ấn Độ, Duliajan Oil Town có dân số 21.707 người. Phái nam chiếm 53% tổng số dân và phái nữ chiếm 47%. Duliajan Oil Town có tỷ lệ 84% biết đọc biết viết, cao hơn tỷ lệ trung bình toàn quốc là 59,5%: tỷ lệ cho phái nam là 87%, và tỷ lệ cho phái nữ là 80%. Tại Duliajan Oil Town, 10% dân số nhỏ hơn 6 tuổi.